# Pedieos
Il Pedieos (in greco Πεδιαίος?; in turco Kanlı Dere) è un fiume cipriota di 100 km di lunghezza che attraversa l'isola da Ovest a Est.

## Geografia fisica
Il Pedieos è il più lungo fiume di Cipro. Nasce dalla catena montuosa del Troodos, attraversa la capitale Nicosia e la Messaria sfociando infine nella baia di Famagosta, nel Mar Mediterraneo orientale, nei pressi dell'antica polis di Salamina.

## Origini del nome
Il nome del fiume deriva dalle parole greche antiche ιδείν (vedere) ed Εος (est o alba): "IdeiEos",  cioè "vede l'est",  poiché il corso del fiume coincide con quello di Eos, dea dell'alba e dell'est. I turchi chiamano il fiume Kanlı Dere, cioè "torrente insanguinato".

## Storia
Le acque del fiume vennero usate nell'antichità per fortificare la città di Nicosia, poiché venivano incanalate in pozzi appositamente costruiti che circondavano le mura veneziane della città, impedendo le intrusioni nemiche.

## Infrastrutture
Nel 2002 è stato creato il Pediaion Linear Park, una passerella pedonale lunga 14 km lungo le rive del fiume, principalmente nei comuni di Lakatameia e Strovolos.